# Méguet
Méguet è un dipartimento del Burkina Faso classificato come comune, situato nella provincia di Ganzourgou, facente parte della Regione dell'Altopiano Centrale.
Il dipartimento si compone del capoluogo e di altri 20 villaggi: Baghin, Bollé, Boulwando, Dazanré, Kabouda, Kakim, Kanré, Kougdoughin, Koulweogo, Lalmogo, Nahoubé, Ouavoussé, Pimalga, Pinré, Tamasgo, Tanghin, Tibin, Vagma, Yama e Zemalga.